# Баєвське сільське поселення
Ба́євське сільське поселення (рос. Баевское сельское поселение) — муніципальне утворення у складі Ардатовського району Мордовії, Росія. Адміністративний центр — село Баєво.

## Населення
Населення — 1541 особа (2019, 1834 у 2010, 1867 у 2002).

## Склад
До складу поселення входять такі населені пункти:
| Населений пункт | Населення, осіб (2002) | Населення, осіб (2010) |
| --------------- | ---------------------- | ---------------------- |
| Баєво, село     | 1862                   | 1834                   |
| Басово, селище  | 5                      | 0                      |